# Rocca Orsini
La rocca Orsini è un castello situato a Scurcola Marsicana (AQ), in Abruzzo.

## Storia

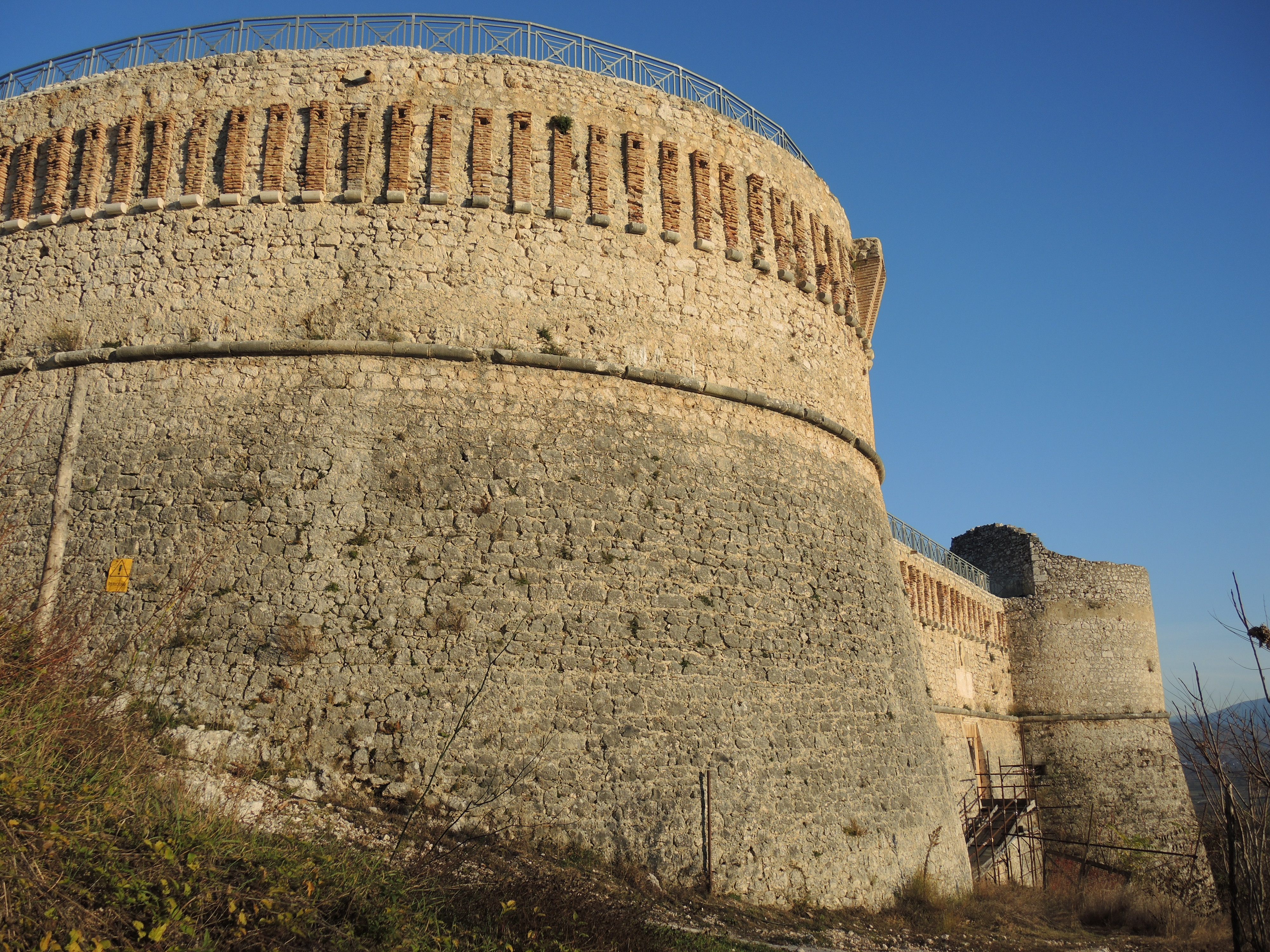
Facciata

La rocca Orsini si trova nella parte alta dell'abitato di Scurcola Marsicana, dominando i piani Palentini con la valle del Salto a nord e la valle dell'Imele a sud.
Dall'analisi del monumento è stato possibile ricostruire una serie di strutture appartenenti ad epoche storiche diverse.
La parte più antica risale al periodo duecentesco Normanno-Svevo con una struttura di castello recinto simile a quella di molte altre fortificazioni della zona aquilana, come il Castello di San Pio delle Camere, realizzata dai feudatari della famiglia De Ponte.
La struttura del castello recinto si basava su una torre pentagonale posta al vertice più elevato ed una cinta muraria a pianta triangolare che scendeva verso valle.
Fonti storiche confermano l'esistenza certa del castello (castrum Sculcule) all'epoca della battaglia di Tagliacozzo del 1268 fra Corradino di Svevia e Carlo I d'Angiò.
La trasformazione del castello-recinto in rocca rinascimentale risale al tardo quattrocento ad opera della famiglia Orsini. In particolare Gentile Virginio Orsini, conte di Tagliacozzo e Albe e signore di Bracciano, nel 1490 coinvolse Francesco di Giorgio Martini, già impegnato nella realizzazione della rocca di Campagnano, alla progettazione della nuova struttura.
Il passaggio del castello ai Colonna nel XVI secolo non ha portato trasformazioni importanti alla configurazione della struttura.

## Architettura

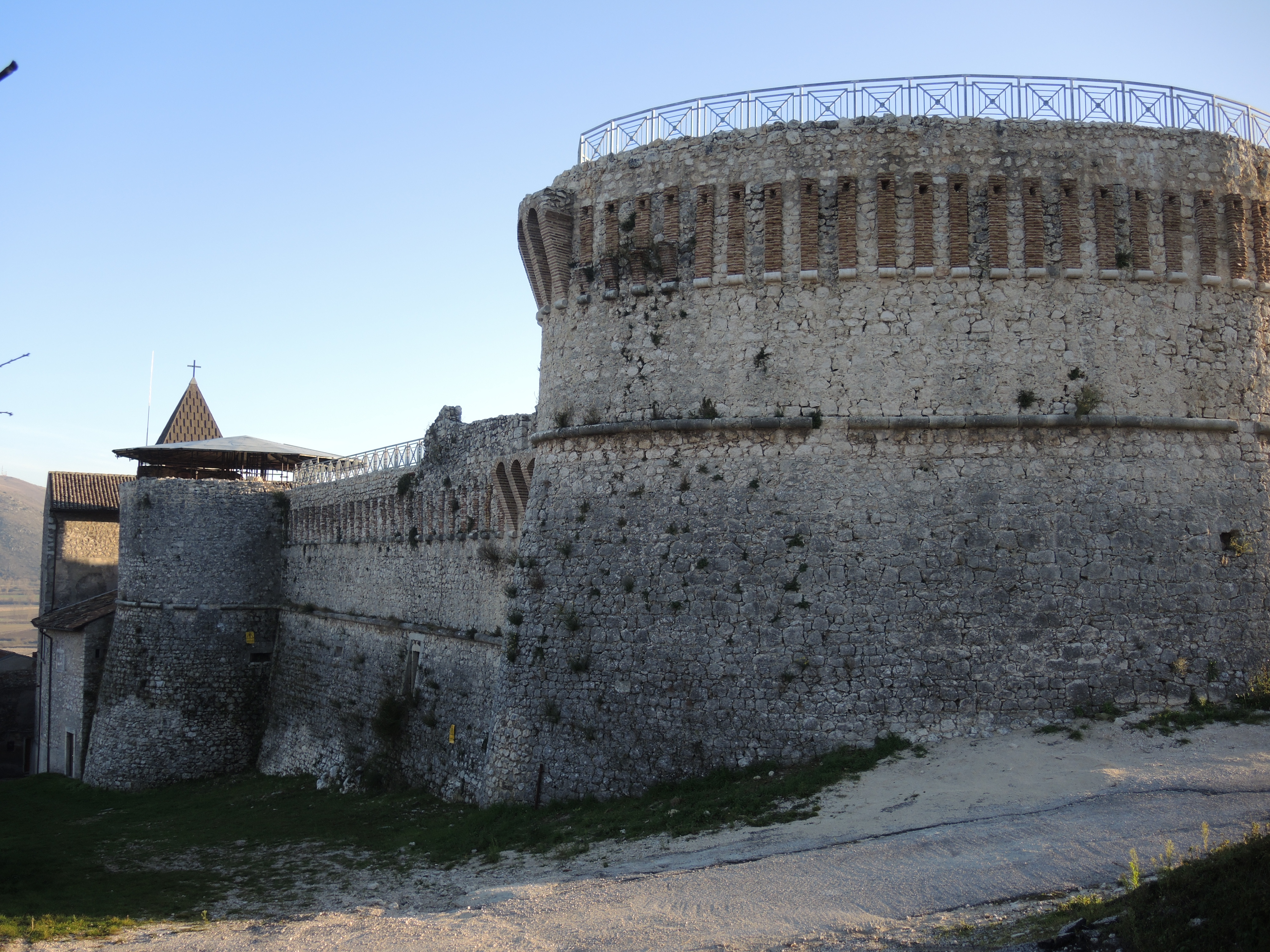
Lato posteriore

L'attuale struttura del Castello Orsini ha una pianta triangolare con due torrioni cilindrici sugli spigoli della base da e un bastione di forma semiovata sul puntone a nord-ovest che sostituisce il puntone pentagonale del precedente castello recinto.
Secondo l'impostazione di Francesco di Giorgio Martini, la scelta della pianta triangolare era finalizzata a ridurre al minimo il numero dei lati offerto agli assedianti. Il sistema difensivo, poi, si adattava alla diffusione delle armi da fuoco, con la presenza di casematte in basso per la difesa radente e lo spessore dei muri adatti a resistere all'uso delle bombarde. Inoltre, il camminamento di ronda risultava ininterrotto per l'intero perimetro per consentire rapidi spostamenti.